# Thomas Lagerman (militär)
Carl Thomas Sigurd Lagerman, född 15 augusti 1929 i Stockholm, död 10 juli 2008 i Täby församling, var en svensk sjömilitär. Han var son till Sigurd Lagerman och Ana Wilhelmson-Lagerman.
Lagerman blev löjtnant i flottan 1954 och kapten där 1963. Han befordrades till kommendörkapten av andra graden 1967, till kommendörkapten av första graden 1971 och till kommendör 1978. Lagerman var linjechef vid militärhögskolan när han den 1 oktober 1987 utnämndes till chef för Berga örlogsskolor. Har var chef för Berga örlogsskolor 1987–1989. Han invaldes som ledamot av Örlogsmannasällskapet 1968. Lagerman blev riddare av Svärdsorden 1970. Han vilar på Galärvarvskyrkogården i Stockholm.